# 花剌子模

图中Choresmien为“花剌子模”，Chorasan为“大呼罗珊”，Transoxanien为“河中地区”

花剌子模（阿拉伯語： Khwārizm；波斯語： Khwārazm），是一个位于中亚西部阿姆河三角洲地区的大型绿洲。它的南部为卡拉库姆沙漠，北部是曾经的咸海，西部为乌斯秋尔特高原，东部是克孜勒库姆沙漠。在中世纪曾建立一个强大的帝国——花剌子模帝国。现今为乌兹别克斯坦、哈萨克斯坦和土库曼斯坦的一部分。

## 名称
花剌子模在塞人的語言裏解釋為“太陽土地”的意思。在波斯史上称之为克兰斯米亚，在古代中国文献中被称为“驩潜”、“奥鞬”、“呼似密”，“火寻”（昭武九姓）、“货利习弥”、“过利”、“火辞弥”、“货习弥迦”，至13世纪始称为“花拉子模”、“花剌子模”和“回回国”。
花剌子模在其他各种语言里的名字如下：
- 阿维斯陀语：Xvairizem
- 古波斯语：𐎢𐎺𐎠𐎼𐏀𐎷𐎡𐏁 u-v-a-r-z-mi-i-š 或 𐎢𐎺𐎠𐎼𐏀𐎷𐎡𐎹 u-v-a-r-z-mi-i-y (/hUvārazmī-/)
- 现代波斯語： Xārazm
- 阿拉伯語： Xuwārizm
- 塔吉克語：, (Xorazm), خوارَزم
- 哈薩克語： (), حورەزم
- 烏茲別克語：, Хоразм, خورەزم
- 土庫曼語：, Хорезм, خوْرِزم
- 土耳其語：
- 希腊语： (Chorasmía) 和  (Chorasíma) （希罗多德）

阿拉伯地理学家雅谷特·阿尔·哈马维在他的书中提出，花剌子模是波斯语khwar（خوار）和razm （رزم）的合体。
由于数学家花拉子米的贡献，西方语言的算法一词即“花剌子模的”。
名称同样出现在阿契美尼德王朝的手稿，此地被宣称为波斯帝国的一部分。

## 地理
花剌子模位於被東部的克孜勒库姆沙漠及南部的卡拉库姆沙漠包圍，为气候和生态的乾燥地帶。古代阿姆河豐富的水資源为其提供了灌溉的便利，花剌子模成为農業生産高度发达和城市要塞建筑和手工业兴盛的地区。

## 歷史

### 阿契美尼德、帕提亚、萨珊
花剌子模在前6世纪為僅占有波斯帝國的一个省和呼羅珊（今阿姆河以南，興都庫什山脈以北地區）的小國。前4世纪初獨立，後受貴霜帝國控制。3世纪时，波斯薩珊王朝重新控制花剌子模。

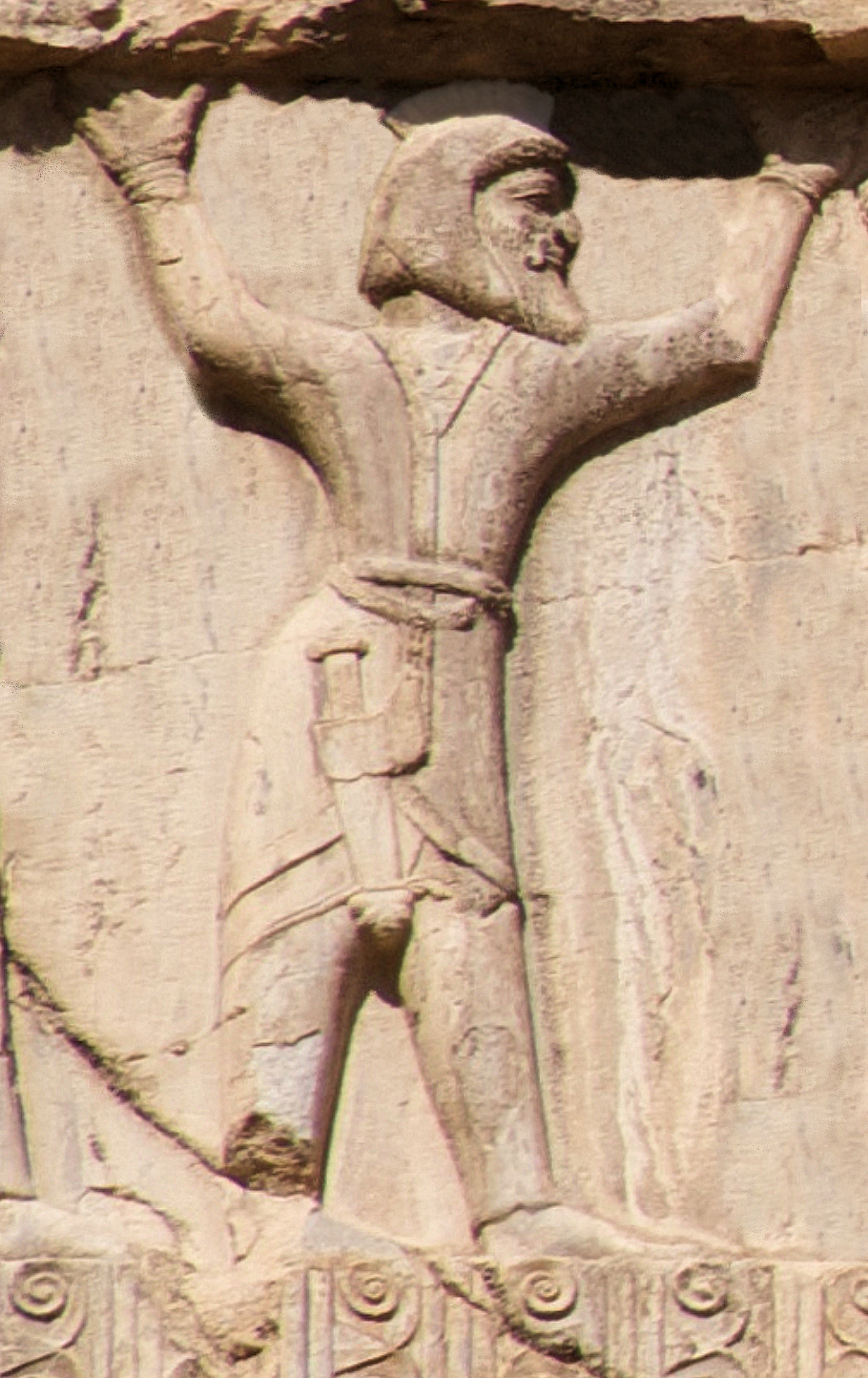
薛西斯一世之墓，公元前470年左右

阿契美尼德王朝的居鲁士大帝于公元前530年去世之前就已征服花剌子模。他死去时，指派其子担任花剌子模、巴克特里亚、卡尔马尼亚和其他东部省份的总督。
花剌子模的统治者在公元前328年曾请求与亚历山大大帝讲和。亚历山大大帝的希腊史学家将这里想象成一个游牧国王的荒凉地区，但20世纪俄罗斯考古学家发现这一地区当时是稳定、中央集权的王国，是位于咸海东部的农业区，周围是中亚游牧民族。花剌子模派使节向亚历山大提出带领其军队对抗里海以西黑海方向的敌人（例如高加索伊比利亞王國和科尔基斯人），而亚历山大礼貌地拒绝了。
在塞琉古帝国、希腊-巴克特里亚王国、安息帝国期间，花剌子模基本上保持了独立。但在萨珊王朝巴赫拉姆二世统治时期，花剌子模是萨珊地一部分。雅古特·哈迈维确认了花剌子模是萨珊帝国的一个地区性都城。比鲁尼和伊本·胡尔达兹比赫等人在提到前伊斯兰时代的花剌子模国王（khosrau）及伊斯兰时代的花剌子模埃米爾时，都很明确地将花剌子模视为伊朗/波斯帝国的一部分。波斯帝国的官僚系统使用的巴列维文字在公元2世纪左右传至花剌子模，并成为当地最早的字母，此外后来的花剌子模帝国的统治者在行政和公共事务上都使用波斯语， 这些都确认了比鲁尼的说法。在阿拉伯人到来之前，花剌子模也曾向贵霜帝国、嚈噠、古突厥等国称臣。

### 阿夫里格王朝

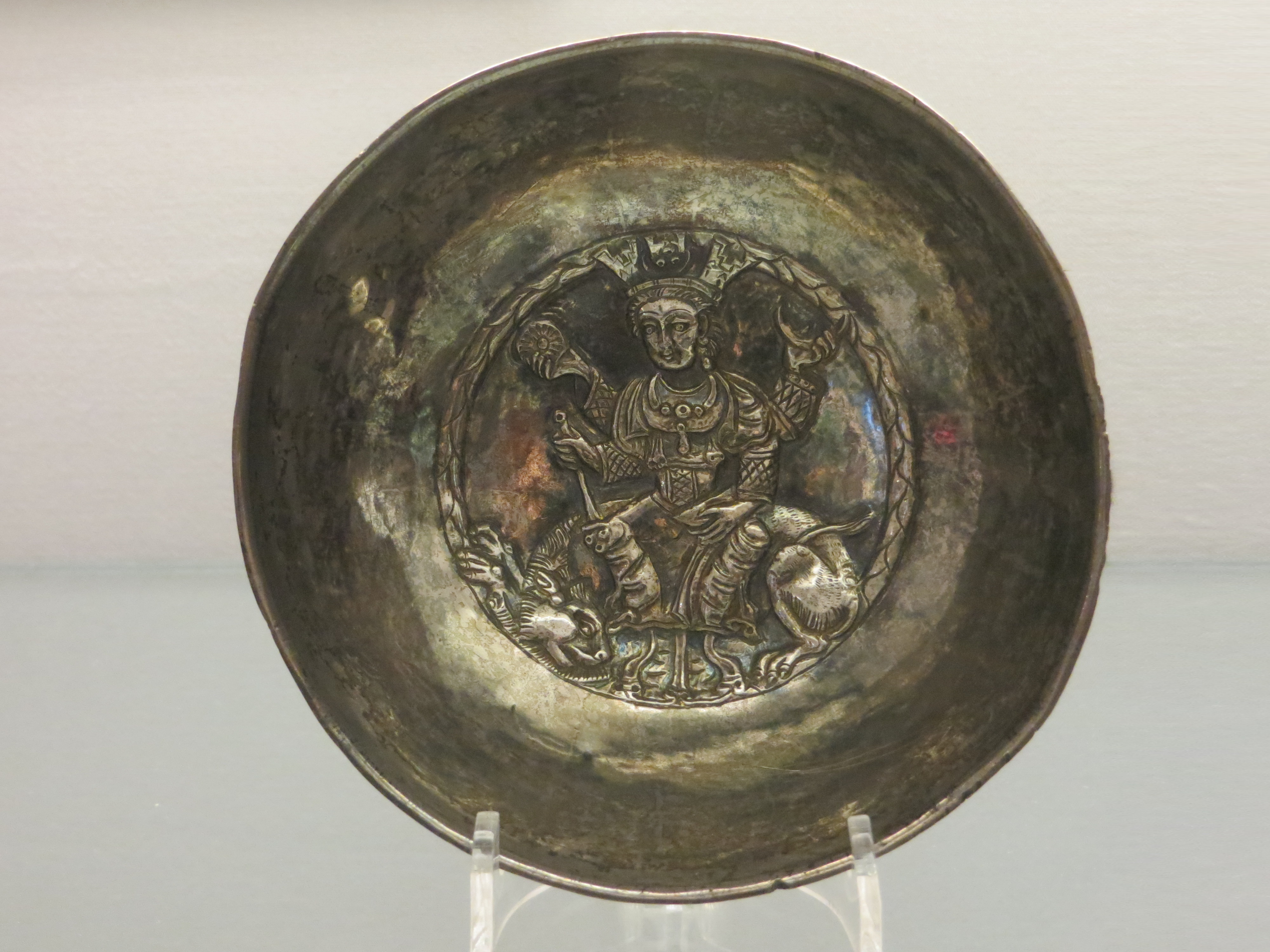
花剌子模的银碗，描绘的是一个坐在狮子上的四臂女神，公元658年（大英博物馆）

根据比鲁尼的记载，阿夫里格是来自Kath ()（今属乌兹别克斯坦）、說花剌子模语的居民建立的伊朗本土王朝，于305年至995年间作为沙阿统治花剌子模。他们有时受到薩珊王朝控制。
712年，花剌子模被倭马亚王朝的阿拉伯人征服，从此就隐约处于穆斯林的宗主地位之下，但是直到公元8世纪末或9世纪初，一位阿夫里格沙阿才首次皈依伊斯兰教，并以流行的皈依者名字“阿卜杜拉（Abdallah，上帝的奴隶）”出现。伊斯塔克里等历史学家将花剌子模视为呼罗珊和河中地区的一部分。在公元10世纪，居住在阿姆河左岸庫尼亞烏爾根奇的马蒙家族，由于从事贸易商队经营，在经济和政治上的重要性不断提升；在公元995年，他们用暴烈的方式推翻了阿夫里格王朝，建立馬蒙王朝，并承袭花剌子模沙阿的传统头衔。很快，这个地区又受萨曼王朝掌控，然后1017年被加兹尼的马哈茂德（加兹尼王朝）征服。从那时起，虽然花剌子模沙阿的头衔一直维持到公元13世纪，但突厥-蒙古人的入侵和突厥-蒙古王朝的长期统治取代了该地区的伊朗特色。

### 花剌子模王朝

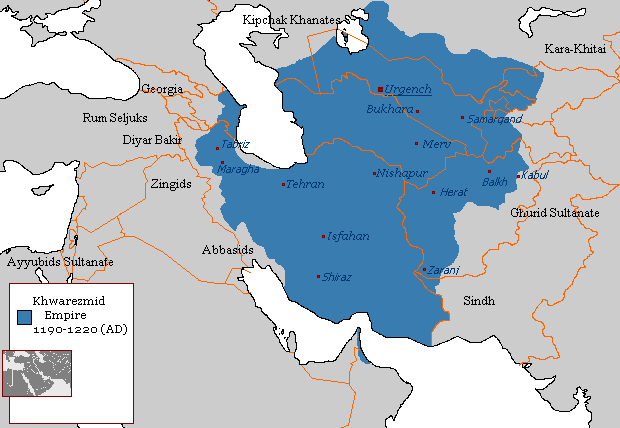
1200年左右的花剌子模帝国

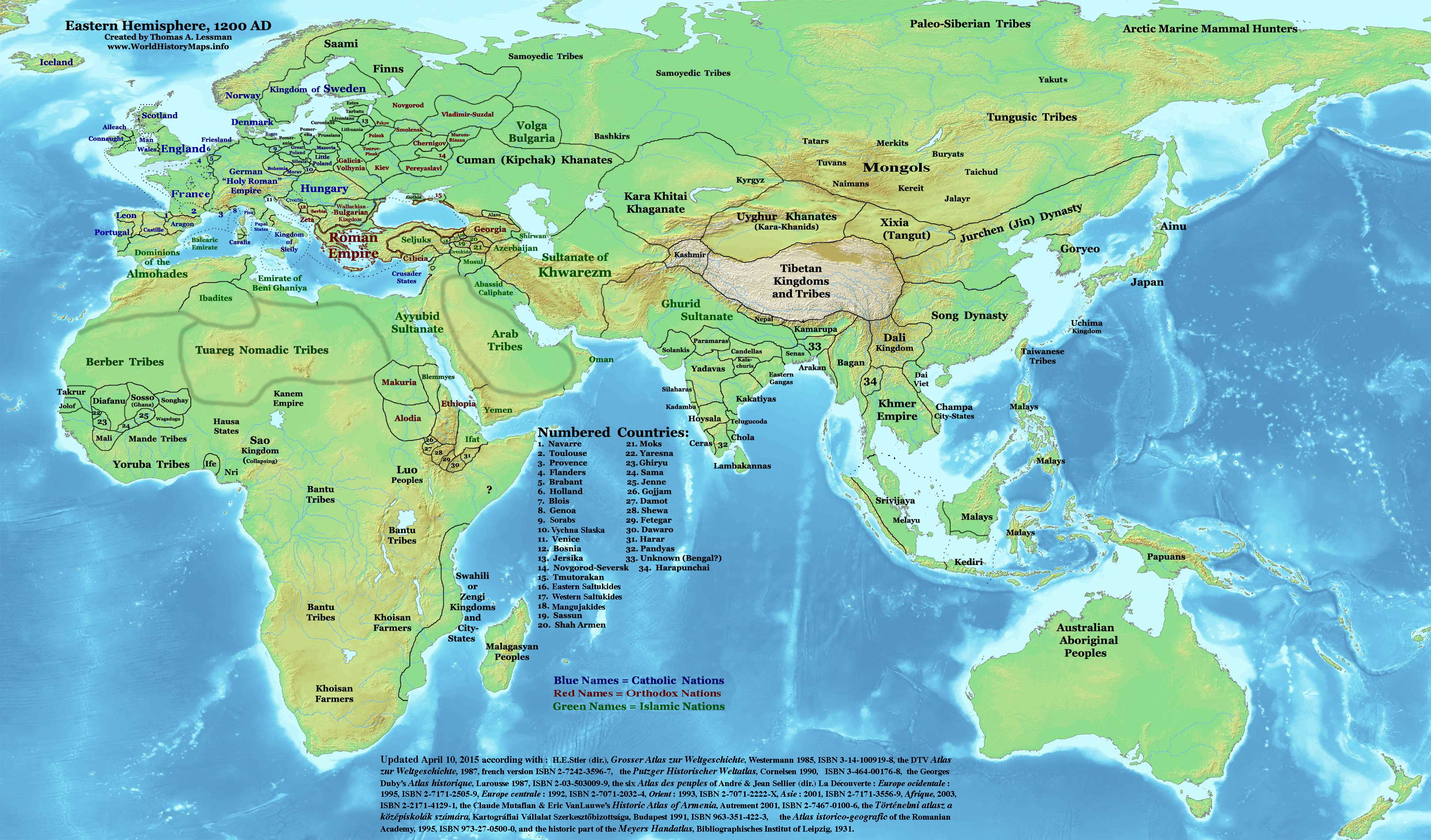
1200年左右亚欧非的政局地图

11、12世纪的花剌子模先後受加兹尼王朝與塞尔柱帝國统治，在塞爾柱蘇丹艾哈邁德·桑賈爾時，花剌子模沙阿阿拉烏丁·阿即思多次起兵宣布獨立，被視為花剌子模王朝的開端。
在1142年，西遼耶律大石與塞爾柱人決戰，在卡特万之战中塞爾柱人戰敗。西遼大將入侵花剌子模，逼迫阿即思每年進貢三萬金第納爾。花剌子模改為臣屬西遼，多次與塞爾柱交戰並奪下氈的城。
阿即思的繼承者庫都不丁·穆罕默德以及孫子伊爾·阿爾斯蘭在位時終身向西遼菊儿汗們稱臣納貢。阿爾斯蘭過世後，他的两个兒子塔乞失和蘇丹·沙赫争夺王位。塔乞失失势，逃亡西遼。西遼耶律普速完的丈夫帮助他復位，但後來塔乞失反抗，因為西遼强征貢赋。西遼的反應是另立蘇丹·沙赫於伊朗東部的呼羅珊，不久蘇丹·沙赫死後塔乞失又兼併了東伊朗，於1193年重新統一王國。
1200年，在阿拉丁·摩诃末即位后，花剌子模国势逐渐开始兴盛。摩诃末为了摆脱西辽的统治，于1208年进攻臣属西辽的撒马尔罕（今乌兹别克斯坦城市），但反被西辽击败。由于当时西辽国内充满矛盾，撒马尔罕君主奥斯曼·伊本·易卜拉欣背叛西辽，自立为汗。于是，摩诃末又与奥斯曼相联合，共同夹击西辽，从河中地区赶走了西辽势力。后来，摩诃末又击败奥斯曼，占领了河中地区，并向阿富汗进攻，于1215年征服了古尔王朝。
1217年摩诃末向报达（巴格达）的哈里发发动战争，军队到达阿撒答巴忒，兵马冻死多半。摩诃末的母亲图儿干合敦是康里人，乘摩诃末远征之机，依仗康里将领，别居乌龙格赤（今土库曼斯坦乌尔根奇）另立朝廷，干预国政，遂造成母子不和。
花剌子模国虽拥兵四十万，但其战斗力比较松散，在1220年－1221年间被成吉思汗的蒙古帝国轻易摧毁。摩诃末在撤退中途死于里海附近，而他的儿子札蘭丁也在印度河之战中被成吉思汗击败，前往德里苏丹国寻求庇护，后来又輾轉流亡，直到被人刺杀。

### 近现代

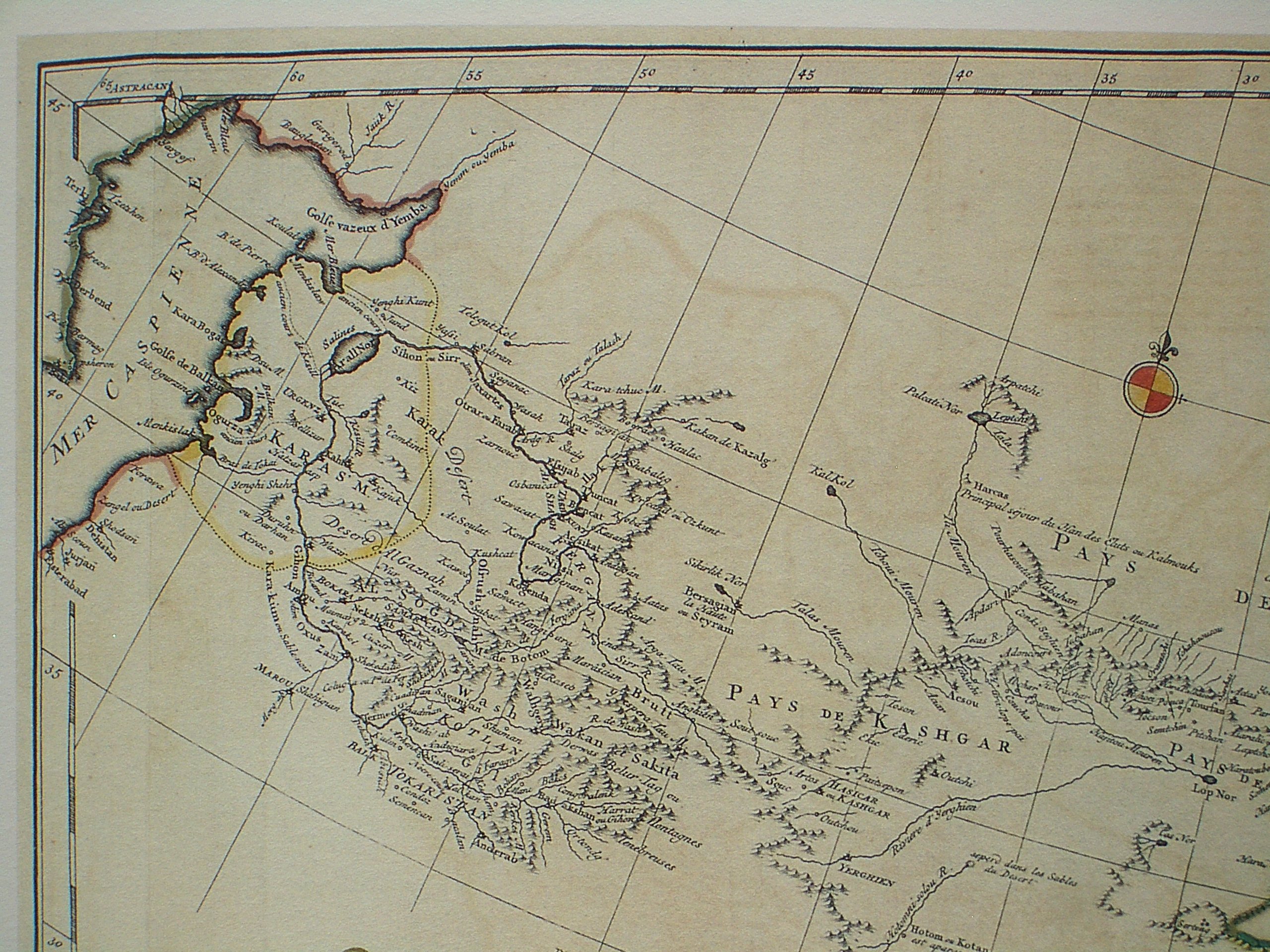
1734年一份法国地图上的花剌子模：该汗国围绕着咸海（地图上显示的面积比当时其实际面积小得多），囊括今天哈萨克斯坦和土库曼斯坦的里海海岸

花剌子模地区被白帐汗国和察合台汗国瓜分，首都庫尼亞烏爾根奇（旧乌尔根奇，今属土库曼斯坦，注意与后来兴建的、今属乌兹别克斯坦的乌尔根奇区分开来）重建之后重新成为中亚最大、最重要的贸易中心之一。14世纪中期花剌子模在蘇非王朝治下从金帐汗国独立。然而，帖木儿汗视花剌子模为撒马尔罕的对手，对其进行了5次军事行动，在1388年彻底摧毁了其首都。
该事件，再加上阿姆河河道的改变，导致花剌子模的中心转移到希瓦。希瓦在16世纪成为希瓦汗国的首都。
俄罗斯的彼得大帝统治期间，阿姆河河岸金矿的流言一时甚嚣尘上；另外俄罗斯帝国也有打开向南通往印度河（今巴基斯坦）的贸易通道的野心，这两个因素使得俄罗斯远征花剌子模地区，被希瓦击退。
亚历山大二世和亚历山大三世时期，俄罗斯开始严肃地尝试兼并该地区。俄罗斯对希瓦进行军事远征的一个主要理由是释放汗国的俄罗斯奴隶，并阻止未来的奴隶贸易。
大博弈初期，俄罗斯对这一地区的兴趣与大英帝国发生了冲突，导致了1839年的第一次英阿战争。
随着俄罗斯在突厥斯坦的扩张，希瓦汗国领土逐渐缩小；1873年，希瓦汗国作为一个半独立的俄罗斯保护国与俄罗斯签订了和平协议。
布尔什维克在十月革命中掌权之后，一个短暂存在的花剌子模人民苏维埃共和国（后来改名为花剌子模社会主义苏维埃共和国）在希瓦汗国所在的领土上建立，1924年该国正式并入苏联，领土分属乌兹别克苏维埃社会主义共和国、土库曼苏维埃社会主义共和国和卡拉卡爾帕克蘇維埃社會主義自治共和國。1991年苏联解体后，该地区分别成为乌兹别克斯坦、土库曼斯坦和哈萨克斯坦的一部分。许多花剌子模古城位于今乌兹别克斯坦的花拉子模州。

### 引用
1. 1 2  陈至立; 巢峰. . . 上海: 上海辞书出版社.   [2025-04-14].
2. ↑  见《史记》
3. ↑  见《汉书》、《后汉书》
4. ↑  见《魏书》
5. ↑  见《新唐书》
6. ↑  C. E. Bosworth, The Encyclopedia of Islam, Vol IV, 1978. p. 1061
7. ↑  Huart, Clement. Ancient Persia and Iranian Civilization. 1972. ISBN 0-7100-7242-2. p. 46
8. ↑  Nasser Takmil Homayoun. Kharazm: What do I know about Iran?. 2004. ISBN 964-379-023-1. p.35
9. ↑  A. A. Simonov
10. ↑  .   [2020-07-14]. （原始内容存档于2016-03-03）.
11. 1 2 3  Clifford Edmund Bosworth, The New Islamic Dynasties: A Chronological and Genealogical Manual, Columbia University, 1996.
12. ↑  C.E. Bosworth, "The Ghaznavids" in History of Civilization: Central Asia in History of Civilizations of Central Asia, Volume IV: The Age of Achievement : A.D. 750 to the End of the Fifteenth Century : Part One : The Historical Social and Economic Setting/edited by M.S. Asimov and C.E. Bosworth. Delhi, Motilal Banarsidass, 1999, 485 pages. (Vol. IV, Pt. I). ISBN 81-208-1595-5.  Excerpt from page 101: "The ancient Iranian kingdom of Khwarazm had been ruled until 995 by the old established line of Afrighids of Kath, but control subsequently passed to the new line of Khwarazm Shahs, the Ma'munids of Gurganj"
13. ↑  Biran, Michel, The empire of the Qara Khitai in Eurasian history, (Cambridge University Press, 2005), 44.

## 延伸阅读
[在维基数据编辑]
 《欽定古今圖書集成·方輿彙編·邊裔典·火尋部》，出自陈梦雷《古今圖書集成》